# 新居すぐる
新居 すぐる（にい すぐる、1991年1月13日 - ）は、日本の男性総合格闘家。北海道余市郡余市町出身。HI ROLLERS ENTERTAINMENT所属。第10代フェザー級キング・オブ・パンクラシスト。

## 来歴
高校の頃、柔道で高校柔道 北海道大会優勝の実績を上げる。その後マッハ道場で総合格闘技を始める。
THE OUTSIDERやST Fighting Showなど地下格闘技を経て、2013年9月29日にGLADIATOR 61でプロデビュー。モリシマンと対戦し、1Rにアームロックによる一本勝ちを収めた。
2017年2月5日、PANCRASE 284でカイル・アグォンと対戦し、判定負けを喫した。

### RIZIN
2021年10月24日、RIZIN初出場となったRIZIN.31にて元DEEPライト級王者の中村大介と対戦し、1Rに腕ひしぎ十字固めによる一本負けを喫した。
2022年2月23日、RIZIN TRIGGER 2ndでFighting NEXUSフェザー級王者の山本空良と対戦。ラッパーの呂布カルマによる新居を応援する生ラップで入場したが、1Rに右フックを受けてダウンし、追撃のパウンドを浴びてTKO負けを喫した。
2022年2月以降、RIZINで2連敗したことで格闘技への取り組みを変えて専門トレーナーを雇うなどして徹底的に鍛え直した。
2022年12月25日、PANCRASE 330で高木凌と対戦し、1Rにアームロックで一本勝ち。
2023年6月24日、RIZIN.43で飯田健夫と対戦し、1Rに右ストレートでKO勝ちを収めた。この試合は、新居と飯田が同郷で友人同士の対決ということにスポットライトが当たった。さらに新居がその友人である飯田に躊躇なくサッカーボールキックを放って仕留めたことで話題となった。
2023年9月24日、PANCRASE 337のフェザー級キング・オブ・パンクラス決定戦でランキング1位の亀井晨佑と対戦し、レッグチョーク（ヘッドシザース、洗濯ばさみ）で一本勝ちを収め、第10代フェザー級キング・オブ・パンクラシストとなった。
2023年12月31日、RIZIN.45で元DEEPフェザー級王者の弥益ドミネーター聡志と対戦し、2Rに右ストレートでKO勝ち。5連勝となった。
2024年7月28日、超RIZIN.3でRebel FCフェザー級王者の摩島一整と対戦し、2Rにリアネイキッドチョークで一本負けを喫した。
2024年8月30日、PANCRASEフェザー級王座を返上。
2024年12月31日、RIZIN DECADEで元DEEPライト級王者の武田光司と対戦するも、3Rに偶発性の金的により武田が試合続行不可能となったことから、その時点までのテクニカル判定により0-3の判定負けを喫した。
2025年6月14日、RIZIN LANDMARK 11でイルホム・ノジモフと対戦し、1Rに顎への蹴り上げでKO負けを喫した。

## 人物・エピソード
2021年頃までクラブセキュリティとして働いていた。

### リングネームについて
RIZIN.31で本名の一部を平仮名にした新居すぐるをリングネームにするまで、コンバ王子、スグル、新居"コンバ王子"卓などのリングネームを使用していた。地下格闘技でデビューしたときはマッハ道場を主宰する桜井速人から命名されたキン肉スグルで出場していたが、そのリングネームで2012年2月にTHE OUTSIDERに出場しようとしたところ、『キン肉マン』作者のゆでたまごからクレームがついた。そこで急遽、マッハ道場の兄弟子がコンバ共和国の王様という設定のブラックコンバを名乗っていたため、コンバ共和国王子という触れ込みのコンバ王子を新たなリングネームにした。
その後、2013年のプロデビューではスグルに変更し、2015年12月のパンクラス参戦の際には本名の新居卓をリングネームにしたが、2016年10月からは再びコンバ王子のリングネームにしていた。

### 社会貢献
2023年、RIZIN43のファイトマネーを児童養護施設へ全額寄付した。また、犬猫の動物愛護団体LEOのアンバサダーを務めている。

### 密着動画
- RIZIN公式YouTube ch - 新居すぐるの密着動画『Preparation』（2024）[映像 1]

## 戦績

### プロ総合格闘技
| 総合格闘技 戦績 | 総合格闘技 戦績 | 総合格闘技 戦績 | 総合格闘技 戦績 | 総合格闘技 戦績 | 総合格闘技 戦績 | 総合格闘技 戦績 |
| --------------- | --------------- | --------------- | --------------- | --------------- | --------------- | --------------- |
| 32 試合         | (T)KO           | 一本            | 判定            | その他          | 引き分け        | 無効試合        |
| 17 勝           | 3               | 11              | 3               | 0               | 0               | 0               |
| 15 敗           | 4               | 3               | 8               | 0               | 0               | 0               |

| 勝敗 | 対戦相手             | 試合結果                         | 大会名                                                        | 開催年月日     |
| ×    | イルホム・ノジモフ   | 1R 2:09 KO（顔面への右前蹴り）   | RIZIN LANDMARK 11                                             | 2025年6月14日  |
| ×    | 武田光司             | 3R 4:07 テクニカル判定0-3        | RIZIN.49                                                      | 2024年12月31日 |
| ×    | 摩嶋一整             | 2R 3:11 リアネイキドチョーク     | 超RIZIN.3                                                     | 2024年7月28日  |
| ○    | 弥益ドミネーター聡志 | 2R 1:03 KO（右ストレート）       | RIZIN.45                                                      | 2023年12月31日 |
| ○    | 亀井晨佑             | 2R 2:32 洗濯ばさみ               | PANCRASE 337 【フェザー級キング・オブ・パンクラス王者決定戦】 | 2023年9月24日  |
| ○    | 飯田健夫             | 1R 2:32 KO（右ストレート）       | RIZIN.43                                                      | 2023年6月24日  |
| ○    | 高木凌               | 1R 1:14 アームロック             | PANCRASE 330                                                  | 2022年12月25日 |
| ○    | ハンセン玲雄         | 1R 3:35 アームロック             | PANCRASE 328                                                  | 2022年7月18日  |
| ×    | 山本空良             | 1R 0:35 TKO（右フック→パウンド） | RIZIN TRIGGER 2nd                                             | 2022年2月23日  |
| ×    | 中村大介             | 1R 2:16 腕ひしぎ十字固め         | RIZIN.31                                                      | 2021年10月24日 |
| ×    | 田中半蔵             | 5分3R終了 判定1-2                | PANCRASE 310                                                  | 2019年11月10日 |
| ○    | 林大陽               | 3R 0:14 TKO（グラウンドパンチ）  | PANCRASE 307                                                  | 2019年7月21日  |
| ×    | コア・コープズ       | 2R 2:18 TKO（パンチ）            | X-1 51 One To Remember                                        | 2019年1月19日  |
| ○    | カエオ・マイヤー     | 1R 2:34 アームロック             | X-1 49 【ライト級グランプリ】                                 | 2018年4月7日   |
| ○    | 咲田ケイジ           | 3分3R終了 判定2-1                | X-1 49 【ライト級グランプリ】                                 | 2018年4月7日   |
| ○    | ジョナ・エストレラ   | 1R 1:13 アームロック             | X-1 49 【ライト級グランプリ】                                 | 2018年4月7日   |
| ×    | 内村洋次郎           | 2R 2:57 TKO（グラウンドパンチ）  | PANCRASE 288                                                  | 2017年7月2日   |
| ×    | 横山恭典             | 3分3R終了 判定1-2                | PANCRASE 286                                                  | 2017年4月23日  |
| ×    | カイル・アグォン     | 5分3R終了 判定0-3                | PANCRASE 284                                                  | 2017年2月5日   |
| ○    | 塚越和司             | 5分2R終了 判定2-1                | DEEP HITACHINAKA                                              | 2016年11月19日 |
| ○    | 木村一成             | 2R 2:28 フロントチョーク         | PANCRASE 281                                                  | 2016年10月2日  |
| ×    | 川那子祐輔           | 3分3R終了 判定0-3                | PANCRASE 278                                                  | 2016年6月12日  |
| ×    | 高橋了介             | 1R 0:23 ヒールフック             | GRANDSLAM 4                                                   | 2016年3月19日  |
| ○    | 渡慶次幸平           | 1R 0:44 フットチョーク           | PANCRASE 276                                                  | 2016年3月13日  |
| ○    | 葛西達               | 2R 2:59 アームロック             | PANCRASE札幌大会2015                                          | 2015年12月6日  |
| ×    | 鈴木琢仁             | 5分2R終了 判定0-3                | DEEP HAMAMATSU IMPACT 2015                                    | 2015年9月6日   |
| ×    | オーロラ☆ユーキ      | 5分2R終了 判定0-3                | DEEP CAGE IMPACT 2015                                         | 2015年8月29日  |
| ×    | 高橋祐樹             | 5分2R終了 判定0-3                | DEEP TOKYO IMPACT WAVE 8                                      | 2015年5月30日  |
| ○    | 押田将太             | 1R 0:33 腕ひしぎ十字固め         | GLADIATOR 81                                                  | 2015年3月1日   |
| ○    | モリシマン           | 1R 1:28 アームロック             | GLADIATOR 61                                                  | 2013年9月29日  |

### アマチュア総合格闘技
| 勝敗 | 対戦相手 | 試合結果                           | 大会名              | 開催年月日     |
| ○    | 廣瀬和哉 | 1R 0:09 TKO（パンチ）              | GLADIATOR 72        | 2014年6月29日  |
| ○    | 渡邉 稜  | 5分2R終了 判定3-0                  | THE OUTSIDER 第26戦 | 2013年6月9日   |
| ×    | 清水拓也 | 1R 0:16 TKO（顔面への膝蹴り）      | THE OUTSIDER 第21戦 | 2012年5月13日  |
| ○    | 岡田充広 | 5分2R終了 判定3-0                  | JML                 | 2012年3月3日   |
| ○    | 神田周一 | 3分2R終了 判定3-0                  | THE OUTSIDER 第20戦 | 2012年2月12日  |
| ○    | 末永喜久 | 5分2R終了 判定3-0                  | JML                 | 2011年12月17日 |
| ×    | 滝本光成 | 1R 1:06 KO（左バックハンドブロー） | THE OUTSIDER 第10戦 | 2010年2月14日  |

### グラップリング
| 勝敗 | 対戦相手   | 試合結果           | 大会名                           | 開催年月日     |
| △    | 内柴正人   | 8分1R終了 判定0-0  | JAPAN MARTIAL ARTS EXPO PROLOGUE | 2024年10月19日 |
| ○    | 小見川道大 | 1R 3:25 洗濯バサミ | 極～KIWAMI～旗揚げ戦             | 2023年3月19日  |

## 獲得タイトル
- 全国高校柔道選手権北海道大会66kg級優勝
- X-1 ライト級トーナメント優勝（2018年）
- 第10代フェザー級キング・オブ・パンクラシスト (2023年)

### 試合映像
1. ↑  『【試合映像】中村大介 vs. 新居すぐる / Daisuke Nakamura vs. Suguru Nii - RIZIN.31』RIZIN公式YouTubeチャンネル、2021年。
2. ↑  『【試合映像】新居すぐる vs. 山本空良 / Suguru Nii vs. Sora Yamamoto - RIZIN TRIGGER 2nd』RIZIN公式YouTubeチャンネル、2022年。
3. ↑  『【試合映像】弥益ドミネーター聡志 vs. 新居すぐる / Satoshi“Dominator”Yamasu vs. Suguru Nii - RIZIN.45』RIZIN公式YouTubeチャンネル、2023年。
4. ↑  『【試合映像】新居すぐる vs. 摩嶋一整 / Suguru Nii vs. Kazumasa Majima  - 超RIZIN.3』RIZIN公式YouTubeチャンネル、2024年。

### 補足映像
1. ↑  『【番組】RIZIN CONFESSIONS #84（※番組内で試合映像。新居すぐると中村大介による試合振り返りドキュメンタリー番組）』RIZIN公式YouTubeチャンネル、2023年。
2. ↑  『【番組】RIZIN CONFESSIONS #92（※番組内で試合映像。新居すぐると山本空良による試合振り返りドキュメンタリー番組）』RIZIN公式YouTubeチャンネル、2023年。
3. ↑  『RIZIN.43 新居すぐる vs. 飯田健夫 （※RIZIN公式ショート動画。フィニッシュシーンのみ）』RIZIN公式YouTubeチャンネル、2023年。
4. ↑  『【番組】RIZIN CONFESSIONS #142（※番組内で試合映像。弥益ドミネーター聡志と新居すぐるによる試合振り返りドキュメンタリー番組）』RIZIN公式YouTubeチャンネル、2023年。
5. ↑  『【番組】RIZIN CONFESSIONS #157（※番組内で試合映像＆新居すぐると摩島一整による試合振り返りドキュメンタリー番組）』RIZIN公式YouTubeチャンネル、2024年。

### 映像資料
1. ↑  『【密着】Preparation ｜ 新居すぐる / Suguru Nii』RIZIN公式YouTubeチャンネル、2024年。